# Alubarén
Alubarén (uit het Nahuatl: "Bij de huizen van de papegaaien") is een gemeente (gementecode 0802) in het departement Francisco Morazán in Honduras.
De hoofdplaats Alubarén heeft 1050 inwoners. Het ligt aan de voet van de berg Yústirna, aan een kleine beek.
Het dorp heeft bij verschillende departementen gehoord. In het begin hoorde het bij Comayagua. Op 13 maart 1843 ging het over naar Choluteca. In 1878 kwam het terecht bij het departement Tegucigalpa, dat nu Francisco Morazán heet.

## Bevolking
De bevolking is als volgt verdeeld:
| Vrouwen | 2717 | 48,8% |
| Mannen  | 2849 | 51,2% |

## Dorpen
De gemeente bestaat uit vier dorpen (aldea), waarvan het grootste qua inwoneraantal: La Concepción (code 080202).

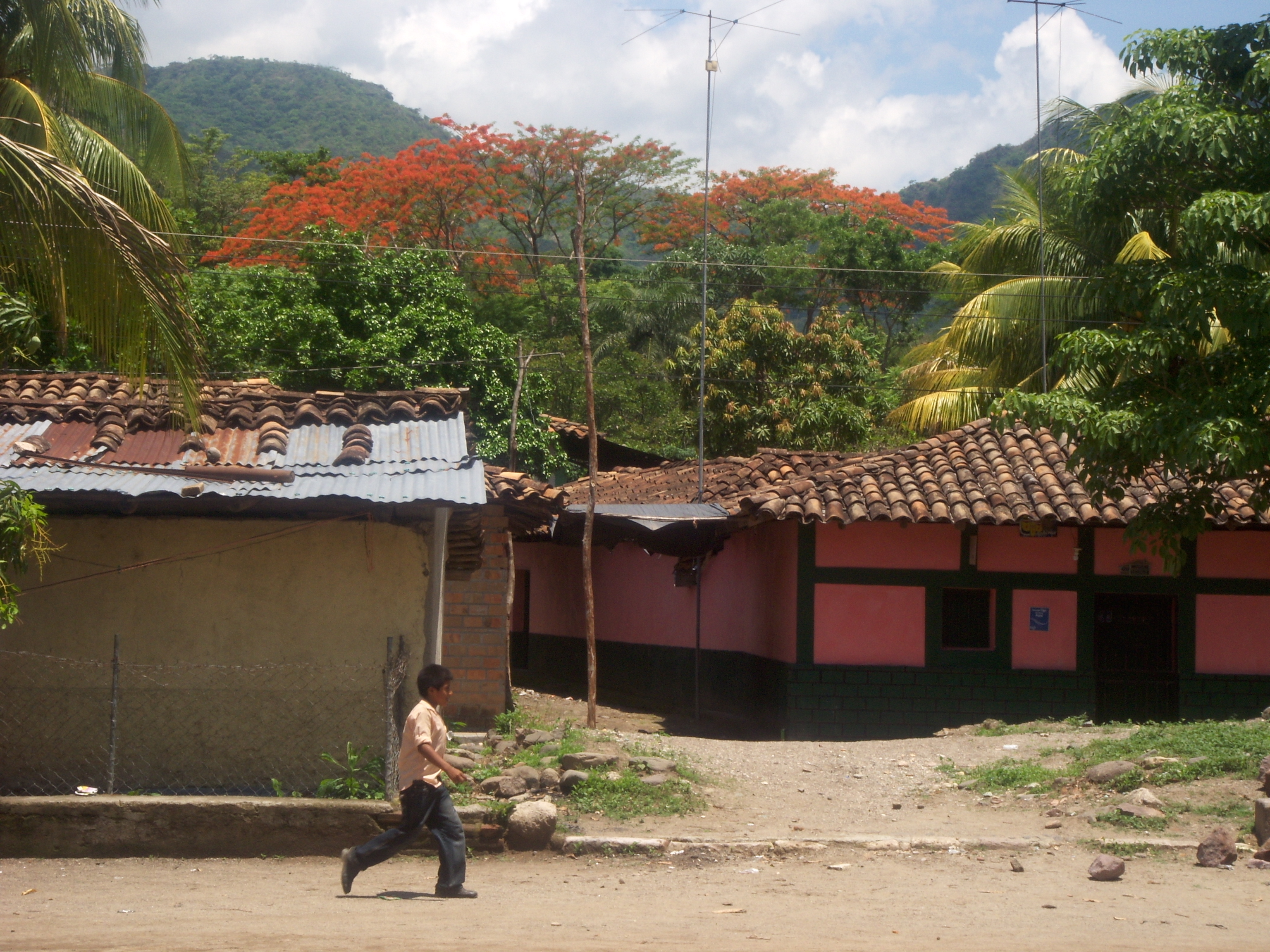
Typerende huizenbouw in Alubarén